# Третья квадратичная форма
Третья квадратичная форма — один из способов описывать кривизны поверхности. Обычно обозначается {\displaystyle \mathbf {I\!I\!I} }. 

## Определение
Пусть {\displaystyle S} обозначает оператор формы гладкой поверхности {\displaystyle \Sigma }.
Кроме того, пусть {\displaystyle u} и {\displaystyle v} — элементы касательного пространства {\displaystyle T_{p}} в точке {\displaystyle p\in \Sigma }.
Третья фундаментальная форма определяется как следующее скалярное произведение
{\displaystyle \mathbf {I\!I\!I} (u,v)=\langle S(u),S(v)\rangle .}

## Свойства
- Третья квадратичная форма не зависит от знака нормали поверхности. (Это отличает её от второй квадратичной формы, которая меняет знак при смене знака нормали)

- Третья квадратичная форма выражается через первую и вторую квадратичную форму. 
{\displaystyle \mathbf {I\!I\!I} -2\cdot H\cdot \mathbf {I\!I} +K\cdot \mathbf {I} =0,}

где {\displaystyle H} — средняя кривизна поверхности и {\displaystyle K} — гауссова кривизна поверхности.
- Поскольку оператор формы самосопряжён, для {\displaystyle u,v\in T_{p}(M)} мы имеем
{\displaystyle \mathbf {I\!I\!I} (u,v)=\langle Su,Sv\rangle =\langle u,S^{2}v\rangle =\langle S^{2}u,v\rangle }.